# Стрёмстад (коммуна)
Стрёмстад (швед. Strömstads kommun) — коммуна в Швеции в лене Вестра-Гёталанд (Бохуслен). Административный центр — Стрёмстад.
Площадь коммуны — 472 км², население — 12 295 жителей (2013). Коммуна находится на западном побережье Швеции и граничит с Норвегией. По территории коммуны проходит европейский маршрут E6 и железная дорога Гётеборг — Стрёмстад.
В последние десятилетия роль рыболовства, традиционного для этого региона, снизилась. Сейчас значительную долю в экономике коммуны заняли торговля и туризм. Её административный центр Стрёмстад имеет самую глубокую гавань в Швеции: 70 м в фарватере и 30 м у причалов.

## Наиболее крупные населённые пункты
- Стрёмстад
- Чебаль
- Шее